# Olympische Sommerspiele 1996/Teilnehmer (Burundi)
| Gelbes Symbol für Goldmedaillen mit stilisierten Olympischen Ringen | Graues Symbol für Silbermedaillen mit stilisierten Olympischen Ringen | Braundes Symbol für Bronzemedaillen mit stilisierten Olympischen Ringen |
| ------------------------------------------------------------------- | --------------------------------------------------------------------- | ----------------------------------------------------------------------- |
| 1                                                                   | —                                                                     | —                                                                       |

Burundi nahm bei den Olympischen Sommerspielen 1996 in der US-amerikanischen Metropole Atlanta mit sieben Sportlern, einer Frau und sechs Männern, in sechs Wettbewerben in einer Sportart teil.
Es war die erste Teilnahme Burundis bei Olympischen Sommerspielen.

## Flaggenträger
Der Leichtathlet Dieudonné Kwizéra trug die Flagge Burundis während der Eröffnungsfeier am 19. Juli im Centennial Olympic Stadium.

## Medaillengewinner
Mit einer gewonnenen Goldmedaille belegte das Team Burundis Platz 49 im Medaillenspiegel.

### Gold
- Vénuste Niyongabo: Leichtathletik, 5000 Meter

## Teilnehmer
Jüngste Teilnehmerin war Justine Nahimana mit 16 Jahren und 357 Tagen, der älteste war Tharcisse Gashaka mit 33 Jahren und 230 Tagen.
| Name                 | Alter | Geschlecht | Sportart       | Resultat(e)                                   |
| -------------------- | ----- | ---------- | -------------- | --------------------------------------------- |
| Tharcisse Gashaka    | 33    | männlich   | Leichtathletik | Platz 90 im Marathon                          |
| Arthémon Hatungimana | 22    | männlich   | Leichtathletik | Platz 4 im zweiten Halbfinale über 800 Meter  |
| Dieudonné Kwizéra    | 29    | männlich   | Leichtathletik | Platz 6 im fünften Vorlauf über 1500 Meter    |
| Justine Nahimana     | 16    | weiblich   | Leichtathletik | Platz 18 im zweiten Vorlauf über 10.000 Meter |
| Vénuste Niyongabo    | 22    | männlich   | Leichtathletik | Gold über 5000 Meter                          |
| Aloÿs Nizigama       | 30    | männlich   | Leichtathletik | Platz 4 über 10.000 Meter                     |
| Charles Nkazamyampi  | 31    | männlich   | Leichtathletik | Platz 6 im vierten Vorlauf über 800 Meter     |